# Storia della radioterapia
La storia della radioterapia può essere ricostruita a partire dai primi esperimenti realizzati subito dopo la scoperta dei raggi x (1895), quando risultò evidente che l'esposizione alla radiazione provocava ustioni cutanee. Rifacendosi all'elettroterapia e all'escarotomia - applicazione medica di sostanze caustiche - si cominciò a usare le radiazioni per trattare tumori e lesioni prodotte da malattie come il lupus eritematoso, l'ulcera rodente e l'epitelioma. 
Si pensava che le radiazioni avessero proprietà battericide, infatti quando fu scoperto il radio, esso fu usato, oltre che in trattamenti simili a quelli con i raggi x, anche come additivo in trattamenti medici contro malattie come la tubercolosi, nei casi in cui c'erano bacilli resistenti.
Inoltre, poiché si scoprì che la radiazione era presente in acque termali rinomate per i loro poteri curativi, fu commercializzata come cura miracolosa per tutti i tipi di disturbo nella paramedicina e anche come rimedio da parte di ciarlatani. La scienza medica riteneva che piccole dosi di radiazione non avrebbero provocato danni e che gli effetti dannosi causati da dosi più consistenti sarebbero stati temporanei.
Un uso ampiamente diffuso del radio in ambito medico cessò quando si scoprì che il livello di sopportazione fisica era minore di quanto ci si aspettasse e che l'esposizione alla radiazione provocava nella cellula danni a lungo termine come il carcinoma, che poteva manifestarsi anche 40 anni dopo l'inizio del trattamento. Le radiazioni oggi sono utilizzate come trattamento per il cancro in radioterapia e vengono applicate seguendo rigide norme di radioprotezione.

## Primi sviluppi della radioterapia (1895-1905)
Le origini della radioterapia risalgono alla fine del XIX secolo, in seguito alle scoperte di Wilhelm Conrad Röntgen (1895), Antoine Henri Becquerel (1896) e Marie Curie con il marito Pierre Curie (1898).
Al primo andò il Premio Nobel del 1901 grazie all'importante scoperta dei raggi x. Quella sera del 1895 Röntgen, conclusi gli esperimenti giornalieri sui raggi catodici, aveva lasciato il tubo di Crookes coperto con dei fogli di carta nera sul tavolo, a qualche metro di distanza da una lastra di materiale fluorescente.
Spente le luci del laboratorio, mentre usciva, osservò un'intensa fluorescenza di colore verde emessa dai cristalli di platinocianuro di bario, di cui era costituita la lastra. Così ebbe inizio lo studio della radiazione che Rontgen chiamò “x” per indicare che era ancora di tipo sconosciuto. Il nome rimase, anche se molti dei suoi colleghi suggerirono di chiamarli "raggi di Röntgen" in suo onore. La caratterizzazione di tali raggi portò alla conoscenza di onde elettromagnetiche di alta frequenza, ovvero altamente energetiche, in grado di penetrare nei corpi e di “vedere all'interno” di essi. 
Per questo motivo risultò immediatamente evidente la possibilità dell'applicazione di questi raggi nella ricerca e nella diagnostica e presto il loro utilizzo si diffuse in ambito medico. I raggi x furono usati per diagnosticare possibili fratture ossee, malattie cardiache e la tubercolosi. Furono introdotte procedure originali per rispondere a diverse proposte diagnostiche, come ad esempio quella di riempire le cavità digestive con bismuto, che permise di vedere attraverso tessuti e ossa.

### Scoperta del potenziale terapeutico della radiazione
Durante le prime applicazioni e indagini scientifiche, gli sperimentatori notarono che una prolungata esposizione ai raggi x provocava infiammazioni e, più raramente, danni ai tessuti della pelle. L'effetto biologico attrasse l'interesse di Leopold Freund ed Eduard Schiff, i quali soltanto un paio di mesi dopo l'annuncio di Röntgen consigliarono il loro uso nel trattamento delle malattie. Più o meno nello stesso periodo, Emil Grubbe cominciò a sperimentare l'uso medico dei raggi x a Chicago. In questo periodo l'escarotomia era già stata utilizzata per trattare le neoplasie maligne della pelle con bruciature caustiche, e così pure l'elettroterapia, con lo scopo di stimolare il tessuto della pelle.
Uno dei primi tentativi di trattamento del cancro con i raggi x fu fatto da Victor Despeignes, un medico francese che usò i raggi su un paziente con un cancro allo stomaco. Nel 1896 pubblicò un articolo con i risultati ottenuti: un trattamento della durata di una settimana fu seguito da una diminuzione del dolore e da una riduzione della dimensione del tumore, anche se alla fine il caso ebbe esito mortale. I risultati furono poco attendibili, perché al paziente furono somministrati contemporaneamente altri trattamenti.
Il primo esperimento di L. Freund, attuato 1896, fu un tragico fallimento. Il fisico irradiò una bambina di 4 anni affetta da nei sul collo e sulla schiena, ma l'irraggiamento provocò delle ulcere profonde, che resistettero a ulteriori trattamenti con le radiazioni.
Il primo trattamento applicato con successo fu quello di Schiff, che lavorava con Freund su un caso di lupus vulgaris. Un anno dopo, nel 1897, i due sperimentatori pubblicarono un articolo sul loro successo e questo provocò ulteriori sperimentazioni sulla terapia con i raggi x. Nel 1898 essi effettuarono con successo un trattamento di un caso di lupus eritematoso. La lesione aveva assunto la forma comune di eritema “a farfalla”, che era apparso su entrambi i lati del volto. Schiff irradiò uno solo dei due lati in modo da poter confrontare gli effetti del trattamento.
In pochi mesi le riviste scientifiche furono sommerse da descrizioni di trattamenti con raggi x eseguiti con successo su diversi tipi di neoplasie maligne dei tessuti della pelle.
Altri effetti delle radiazioni furono ben presto scoperti, in particolare quello depilativo. Nel 1895 a Nashville, in Tennessee, il professore John Daniels volle produrre l'immagine radiografica del cranio del presidente del Vanderbit Medical College, prendendo spunto dall'esperimento effettuato anni prima da Röntgen con la radiografia della mano. Tuttavia quello di Daniels fu un fallimento: non solo non si ottenne alcuna immagine, ma l'eccesso di esposizione rese completamente calva la povera cavia. Tale risultato suggerì l'utilizzo della radiazione x nel trattamento della tinea capitis delle scolaresche. Così gli scolari cominciarono a essere sottoposti a tale trattamento dove venivano usati più tubi radiogeni nella stessa stanza, senza alcuna protezione; la salubrità e la sicurezza dell'ambiente in cui avveniva la cura erano indicate dalla vitalità di un canarino in gabbia. I danni provocati dalla radiazione furono molto seri e spesso anche mortali.
Se nel campo della depilazione molto spesso i risultati positivi erano assai minori degli effetti collaterali, non fu lo stesso in altri ambiti. Infatti il dermatologo americano William Pusey nel 1898 riferì gli effetti positivi ottenuti con la radiazione nella cura di ipertricosi e acne.
Altre applicazioni delle radiazioni x si ebbero nella cura dei tumori maligni.
Il primo tentativo di utilizzo della radiazione per tale scopo fu effettuato da un medico di Chicago, J. Gilman, nel gennaio del 1896.
Il primo vero successo nella cura di un tumore maligno fu ottenuto da Emil Grubbe, che nel 1899 trattò con le radiazioni una paziente affetta da cancro al seno. Lo sperimentatore notò dei miglioramenti, ma non pubblicò immediatamente i suoi risultati e per questo motivo non gli fu attribuito il merito di aver curato per primo un tumore maligno. Tale riconoscimento venne assegnato allo svedese Tor Stenbeck, che nel 1899 pubblicò i risultati dei primi trattamenti applicati con successo su un'ulcera rodente e un epitelioma, confermati nello stesso anno da Tage Sjögren. Quello di Stenbeck è il primo caso documentato di guarigione da tumore maligno attraverso il trattamento con raggi x. 
Presto i loro risultati furono confermati anche da un vasto numero di altri sperimentatori: per esempio, nel 1901 a Boston Francis Williams curò un tumore maligno al labbro inferiore.
Grazie ai successi ottenuti in campo medico nella cura di diversi disturbi, dalle semplici verruche ai tumori maligni, la ricerca si infittì.
La natura dell'agente attivo nel trattamento terapeutico era ancora sconosciuta e soggetta ad ampie discussioni. L. Freund e Schiff credevano che fosse dovuta alla scarica elettrica, Nikola Tesla invece affermò che era causata dall'ozono prodotto dai raggi x, mentre altri ritennero che il merito era proprio dei raggi x. La posizione di Tesla fu presto smentita e rimasero soltanto le altre due teorie. Nel 1900, Robert Kienböck dimostrò con degli studi basati su una serie di esperimenti che si trattava dei raggi x. 
Ulteriori studi pubblicati tra il 1899 e il 1900 suggerirono che i raggi variavano la loro penetrazione a seconda del livello di vuoto nel tubo.

### Niels Finsen e la fototerapia

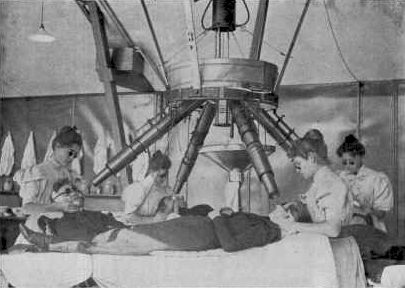
Paziente sottoposto al trattamento con la lampada di Finsen

Niels Finsen, un medico faroese-danese, a quell'epoca aveva già coltivato un certo interesse per gli effetti biologici della luce. Pubblicò un articolo, Om Lysets Indvirkningen paa Huden (“Sugli effetti della luce sulla pelle”) nel 1893. Partendo dalla scoperta che i raggi x potevano avere degli effetti terapeutici, estese la sua ricerca per esaminare raggi di luce direzionati. Nel 1896, pubblicò una nuova relazione sui suoi studi, Om Anvendelse i Medicinen af koncentrerede kemiske Lysstraaler (“L'uso di raggi di luce chimica concentrata in medicina”). Finsen scoprì che il lupus vulgaris era sensibile al trattamento con raggi ultravioletti quando questi venivano scomposti attraverso un sistema di cristalli di quarzo. In seguito creò una lampada per separare i raggi. La cosiddetta lampada Finsen fu largamente usata in fototerapia e alcuni suoi derivati furono utilizzati quando si svolsero esperimenti con altri tipi di radioterapia. Furono apportate delle modifiche alla forma originale elaborata da Finsen e i modelli ora maggiormente diffusi sono quelli Finsen-Reyn e Finsen-Lomholt.
È stato stimato che, dal 1905, il 50% dei casi di lupus furono curati con successo con i metodi di Finsen. Per le sue ricerche Finsen fu presto insignito del premio Nobel.

### Röntgenterapia

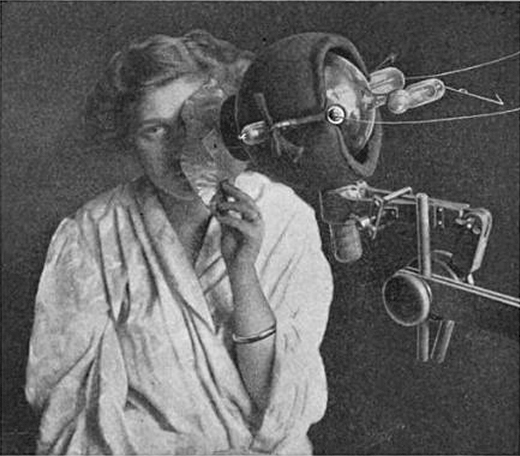
Apparecchio a raggi x utilizzato per il trattamento di epiteliomi del viso. (1915)

Queste nuove applicazioni terapeutiche dei raggi x vennero definite col nome di Rӧntgenterapia, in onore di Wilhelm Conrad Röntgen. Era ancora poco chiaro come i raggi x agissero sulla pelle; ciò su cui si concordava era l'azione della radiazione sull'area malata, che veniva distrutta e rimossa o assorbita.
Dal 1900 i disturbi trattati con i raggi x erano stati classificati in quattro categorie; queste erano basate inizialmente su un insieme di cinque classi definite da Freund: 
1. l'ipertricosi, per la rimozione di peli superflui;
2. i disturbi provocati dai peli e dai follicoli piliferi per cui era necessaria la loro rimozione;
3. le malattie infiammatorie della pelle, come eczema e acne;
4. le affezioni maligne della pelle come lupus eritematoso ed epitelioma.[20][21]

Inoltre, i raggi x furono applicati con successo anche su altre forme di carcinoma, vennero effettuati esperimenti sul trattamento della leucemia. A causa delle presunte proprietà battericide, venne proposto l'uso contro infezioni come la tubercolosi. I raggi x vennero usati anche per curare l'epilessia, che precedentemente era stata trattata in modo sperimentale anche con la corrente elettrica.

## Sviluppi successivi e uso del radio (1905-1915)
A causa dell'eccitazione per il nuovo trattamento, le pubblicazioni sugli effetti terapeutici dei raggi x spesso erano esagerate sulla possibilità di curare diversi tipi di malattie.
Le relazioni sui casi in cui il trattamento aveva peggiorato le condizioni di alcuni pazienti furono ignorate a favore di un ottimismo speranzoso. Henry G. Piffard definì questi medici “maniaci delle radiazioni” e radiografters (innestatori del radio). Fu dimostrato che i raggi x costituivano una cura solo per certi tipi di epitelioma basocellulare, ma era del tutto inefficace nel trattamento del cancro maligno, rivelandosi una non valida alternativa alla chirurgia. In molti casi il cancro ricompariva dopo un certo periodo di tempo dal trattamento.
Esperimenti con i raggi x sulla tubercolosi polmonare si rivelarono inutili. E se la comunità medica aveva perso la speranza nella validità della terapia con i raggi x, il pubblico la considerava sempre più come un tipo di trattamento pericoloso. Tutto ciò sfociò in un periodo di pessimismo riguardo all'uso dei raggi x, che durò dal 1905 fino al 1910 o 1912 circa.

### Radioterapia

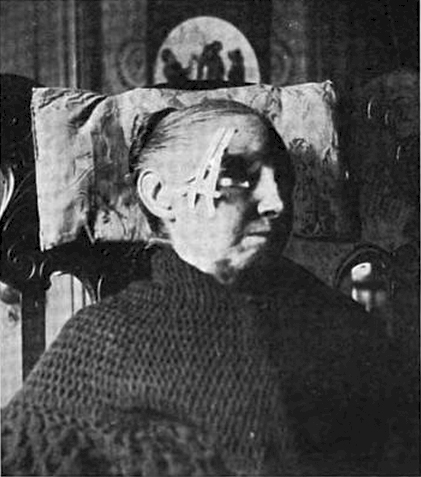
Applicazione di tubi di radio. (1905)

Subito dopo la scoperta del radio nel 1898 da parte di Marie Curie, ci fu una speculazione sulla possibilità che le radiazioni potessero essere usate in terapia esattamente come era successo per i raggi x. L'effetto fisiologico del radio fu osservato per la prima volta nel 1900 da Otto Walkhoff, e successivamente fu confermato da ciò che è noto come “ustione di Becquerel”. Nel 1901 Henri Becquerel aveva posizionato un tubo contenente del radio nel taschino del panciotto, dove era rimasto per diverse ore; dopo un paio di settimane aveva notato una grave infiammazione sulla sua pelle proprio dove aveva messo il campione di radio. Ernest Besnier, un dermatologo, esaminò la pelle e dedusse che l'infiammazione fosse dovuta al radio, tesi che fu verificata grazie ad alcuni esperimenti di Curie. Besnier propose l'uso del radio in terapia accanto ai raggi x e agli ultravioletti.
A tale scopo Becquerel nel 1901 diede una quantità di radio a Henri-Alexandre Danlos dell'Hôpital St. Louis di Parigi. Danlos trattò con successo alcuni casi di lupus con una miscela di radio e cloruro di bario. Cominciarono ulteriori esperimenti sulla radioterapia, tuttavia a un ritmo molto più lento rispetto a quello sostenuto con i raggi x a causa degli elevati costi del radio e delle difficoltà nel reperirlo.

#### Metodi di applicazione

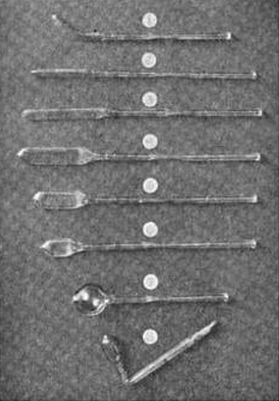
Applicatori di vetro per emanazioni di radio

Si cominciò presto a pensare che il radio potesse essere usato per trattare i disturbi che non erano adeguatamente curati dai trattamenti con i raggi x, perché, a differenza di questi ultimi, il radio poteva essere applicato in una moltitudine di modi.
Per applicare il radio sono stati testati diversi metodi, che sono stati suddivisi in due categorie: l'uso delle emanazioni del radio (oggi chiamate radon) e l'uso dei sali di radio.
Un metodo per sfruttare le emanazioni era l'inalazione, nella quale il radon era mescolato con l'aria. Le inalazioni di radio sono state studiate per lo più in Germania, dove dei reparti furono dedicati all'inalazione. 

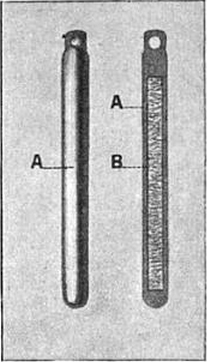
Tubo per l'applicazione di sali di radio. (1918)

Questa tecnica si diffuse sia per trattare malattie dei polmoni, come la tubercolosi, sia per curare disturbi in tutto il corpo una volta assorbite dal sangue attraverso la superficie del polmone. È stato provato che gli effetti benefici prodotti dai bagni di radio erano il risultato dell'inalazione dei vapori.
Un altro trattamento consisteva nel condensare le emanazioni a temperatura ambiente in sostanze come la vaselina, la glicerina e la lanolina. Queste poi venivano applicate esternamente sulla parte malata, mentre sostanze come chinino, sottonitrato di bismuto e arsenico erano consumate o applicate internamente.
Le emanazioni del radio erano anche inserite in tubi di vetro o metallo o in applicatori piatti di vetro che venivano applicati esattamente come i tubi di radio. In altri casi il radon era anche depositato su punte metalliche o superfici piatte di metallo usando dispositivi elettrici che avevano lo stesso livello di radioattività della famiglia del radio, ma con durata inferiore. Un trattamento consisteva poi nel depositare il materiale radioattivo nei tessuti utilizzando corrente galvanica. Con un altro metodo si potevano depositare le emanazioni del radio su un applicatore, pensato per risolvere i bisogni personali di ciascun paziente, che in seguito avrebbe potuto portarselo a casa.
Furono anche realizzate delle soluzioni diluite di sali di radio, destinate all'uso interno. Ai pazienti erano prescritti dosaggi regolari. Più raramente i sali erano preparati in sospensioni liquide per essere iniettati in trattamenti sottocutanei e applicati localmente ai tessuti malati. Questo era considerato il metodo più costoso, perché il radio era irrimediabilmente perso.
Come le emanazioni di radio, anche le soluzioni di sali di radio erano inserite in tubi, in questo caso di platino. Nei tubi di metallo, il radio poteva essere impiegato in molti modi: esternamente, oppure all’interno del corpo in posti come la bocca, il naso, l’esofago, il retto e la vagina, oppure direttamente dentro a un tumore attraverso delle incisioni.

#### Bagni di radio
Nel 1903, J. J. Thomson, lo scopritore dell’elettrone, scrisse una lettera alla rivista Nature, nella quale spiegò dettagliatamente la sua scoperta riguardo alla presenza di radioattività nell’acqua di pozzo. Subito dopo, altri scoprirono che anche le acque di molte rinomate sorgenti termali erano radioattive. La causa di questa radioattività era dovuta alla presenza di emanazioni di radio, prodotte dal radio presente nel suolo attraverso il quale scorrevano le acque. Nel 1904, Nature pubblicò uno studio sulla radioattività naturale di diverse acque minerali.
Prendendo spunto da questo, si consigliò ai pazienti di immergere dei preparati di sali di radio nell'acqua mentre facevano il bagno; in questo modo potevano effettuare il trattamento a casa. I bagni di radio furono usati sperimentalmente per trattare l'artrite, la gotta e nevralgie.

### Röntgenterapia vs. Radioterapia
I medici osservarono che i raggi x e il radio avevano vantaggi diversi in differenti casi. Gli effetti più significativi ottenuti con la radioterapia riguardavano lupus eritematoso, crescite ulcerose e cheloidi, in particolare perché il radio poteva essere applicato sui tessuti in modo più preciso dei raggi x. Generalmente il radio era preferibile quando si desiderava una reazione localizzata, mentre si utilizzavano i raggi x nei casi in cui c'era necessità di trattare un'area più vasta. Si riteneva anche che il radio, al contrario dei raggi x, fosse battericida. Poiché non potevano essere applicati localmente, si scoprì pure che i raggi x avevano un effetto sulla pelle peggiore rispetto al radio nel trattamento di neoplasie maligne. In alcuni casi era consigliata una terapia combinata di raggi x e radio. Per molte malattie della pelle le ulcere venivano trattate con il radio mentre le aree circostanti con i raggi x: si riteneva, infatti, che si avrebbe avuto un effetto positivo anche sul sistema linfatico.

### Tubercolosi eiodio-radioterapia
Dopo aver usato il radio nel trattamento chirurgico della tubercolosi, alcuni ricercatori, tra i quali Béla Augustin e A. de Szendeffy, svilupparono rapidamente un trattamento usando iodio radioattivo metilato, brevettato sotto il nome di dioradin (il nome deriva da “iodin” e “radio”) nel 1911. L'applicazione di questo trattamento era chiamata iodio-radio terapia e prevedeva l'iniezione intramuscolare di dioradin. Agli sviluppatori sembrò un'idea promettente, perché in diversi casi febbre ed emottisi scomparvero. Le inalazioni di solo iodio erano state sviluppate in Francia tra il 1830 e il 1870 come trattamento sperimentale per la tubercolosi.

## Commercializzazione, ciarlataneria e fine di un'epoca (1915-1935)
Lo sfruttamento commerciale del radio cominciò ad essere molto diffuso solo nel 1913, in quel tempo infatti erano stati scoperti metodi più efficaci per estrarre il radio dalla pechblenda ed era decollata l'estrazione mineraria del radio.

### Prodotti commerciali
A causa dell'elevato costo di estrazione, soltanto quantità minime di radio erano state aggiunte ai sali da bagno, alle acque termali e ai fanghi e per questo motivo la loro efficacia era messa in discussione, dal momento che i medici concordavano sul fatto che il radio avesse un potere curativo considerevole solo in dosi alte. Si riteneva anche che le emanazioni delle radiazioni in dosi elevate non avrebbero causato nessun danno, perché i depositi radioattivi sarebbero stati assorbiti, rilasciati nell'urina e dispersi in circa tre ore.

#### Attivatori di emanazioni di radiazione
Cominciarono ad essere prodotti e commercializzati attivatori di emissione di radiazione, apparecchiature che avrebbero arricchito l'acqua con emanazioni di radio. Gli emanatori costruiti con crismi scientifici furono venduti a ospedali, università e singoli ricercatori. Alcune aziende pubblicizzavano la loro vendita a privati solo su prescrizione medica e avrebbero garantito l'intensità radiante per ogni dose.
Altri prodotti, che imitavano gli attivatori di emanazione, erano commercializzati più liberamente al pubblico. Un prodotto di questo tipo era il Revigator, un “radioactive water crock” (ovvero un vaso d'acqua radioattiva), un barattolo erogatore fatto di un minerale contenente radio. L'idea era che il radon prodotto dal minerale si sarebbe disciolto nell'acqua durante la notte. Era pubblicizzato in questo modo: “Riempi il barattolo ogni notte. Bevi liberamente… quando hai sete e al momento di alzarsi e di coricarsi, circa sei o più bicchieri al giorno”. L'American Medical Association (AMA) era preoccupata che il pubblico fosse imbrogliato da ciarlatani. Per questo motivo stabilì delle linee guida (in vigore dal 1916 al 1929): gli emanatori candidati ad ottenere l'approvazione dell'AMA dovevano generare più di 2 μCi (74 kBq) di radon al litro d'acqua in un tempo di 24 ore. La maggior parte dei dispositivi sul mercato, incluso il Revigator, non entrarono negli standard.

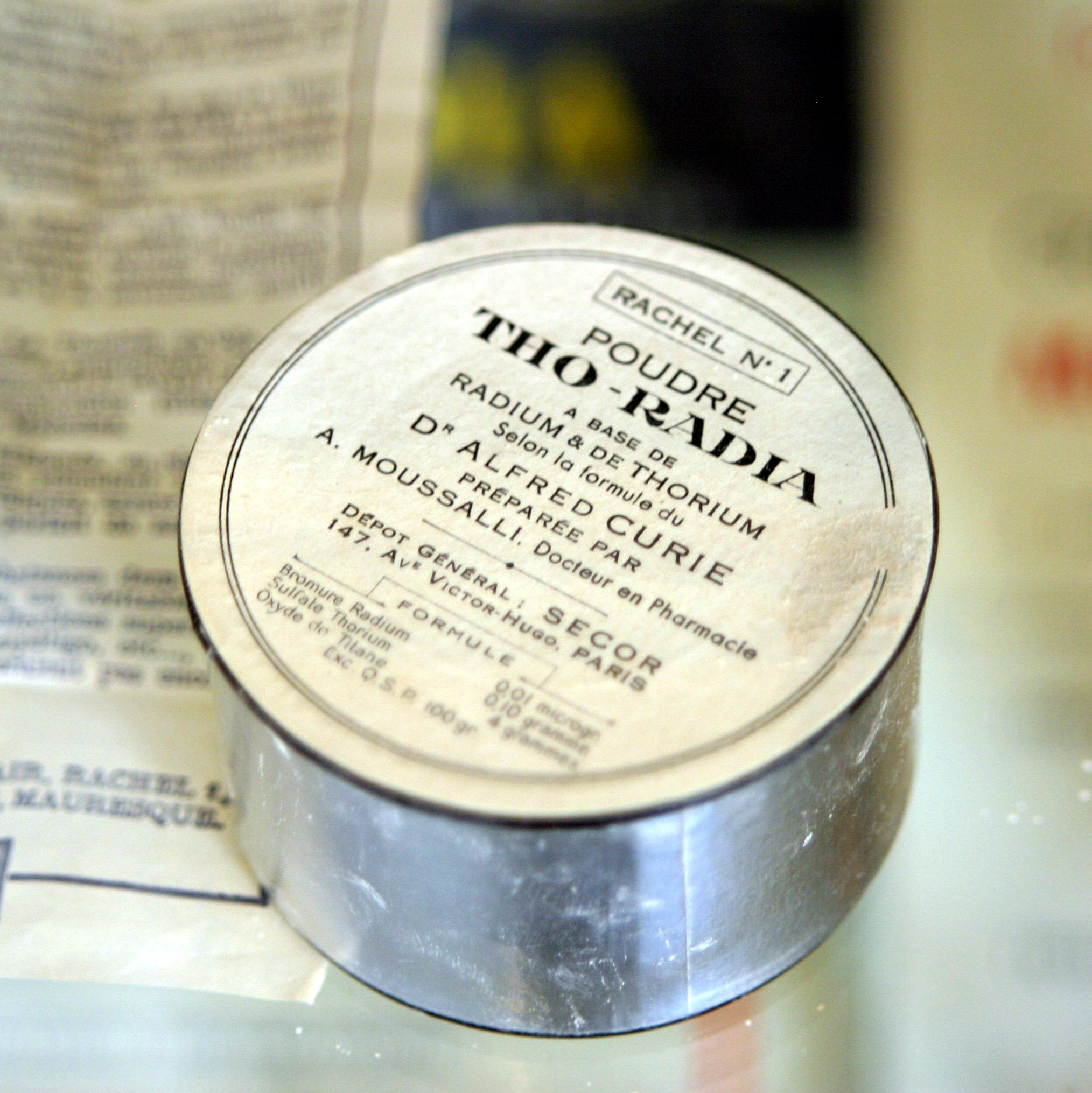
Polvere "Tho-Radia", basata sul radio e torio, secondo la formula del dottore Alfred Curie.

#### Rimedi dellaparamedicina
Molte altre cure vennero proposte sul mercato da omeopati e ciarlatani. Nel frattempo il radio e il radon venivano venduti alla gente a prezzi piuttosto bassi e questo favorì la diffusione e il loro utilizzo, privo di qualsiasi protezione. L'omeopata statunitense William J. A. Bailey produsse il Radithor, una soluzione di radio-226 e radio-228, assicurando che possedeva proprietà terapeutiche. Il prodotto andò a ruba in quegli anni, ma provocò danni gravissimi. Questo tipo di trattamento fu chiamato “mild-radiumtherapy” e consisteva nell'utilizzo di quantità minime di sostanze radioattive, che venivano somministrate per via orale, inalatoria o parenterale.
Anche molte marche di dentifricio, come il Doramad Radioactive Toothpaste, contenevano radio, perché si riteneva rendesse i denti più bianchi. Si credeva, infatti, che il radio era in grado di eliminare i batteri nella bocca delle persone.
Un prodotto, chiamato “Degnen's Radio-Active Eye Applicator”, della ditta di Los Angeles, in California, “Radium Appliance Company”, fu venduto come trattamento per la miopia, l'ipermetropia e la presbiopia e l'eterofobia.
Furono vendute creme per il viso e ciprie con nomi come “Revigorette” e “Tho-radia”.
Era anche venduto come integratore per le sigarette.
Aziende commercializzavano anche pillole e compresse radioattive per il trattamento delle malattie più varie.

### Radium spa hotel a Joachimstahl
Alla luce delle presunte proprietà curative della radioattività, fu aperta una SPA a Joachimsthal, il luogo in cui Madame Curie raccolse alcuni dei suoi originali campioni di radio dalle acque termali. Furono costruite delle sale di inalazione del radon, dove dei tubi d'aria portavano su il gas raccolto una cisterna posta nel seminterrato; il cliente avrebbe poi respirato il gas attraverso un dispositivo di inalazione. Furono anche costruiti dei bagni che erano a loro volta irradiati e dell'aria irradiata era anche filtrata attraverso una pipa per inalazioni. Questo tipo di trattamento fu chiamato emanoterapia.

### Preoccupazione per la salute pubblica
Negli USA la preoccupazione riguardo all'uso diffuso del radio fu portata alla luce dal senatore della California John D. Works all'inizio del 1915. In un discorso informale citò delle lettere di alcuni medici che chiedevano informazioni sull'efficacia dei prodotti che venivano commercializzati. Sottolineò che la radiazione aveva spesso l'effetto di peggiorare il cancro, anziché curarlo, e molti medici credevano che l'idea che il radio potesse essere usato per curare i tumori fosse "un'illusione” a quel punto dello sviluppo della terapia (un medico citato parlò di rapporto fallimento-successo pari a 100 a 1). Inoltre gli effetti dell'acqua contenente radio non erano dimostrati.
Intorno all'inizio degli anni ‘20, una nuova preoccupazione per la salute pubblica fu provocata dalla morte di alcune operaie in un'industria di orologi radioluminescenti, in seguito chiamate “Radium Girls” (le ragazze del radio). 
Nel 1932, il noto imprenditore Eben Byers morì per avvelenamento da radiazione per l'uso eccessivo di “Radithor”, una soluzione di acqua al radio, con un contenuti di radio garantito dal produttore di 2 μCi.
Si scoprirono, inoltre, casi di sviluppo di carcinoma in pazienti che erano stati sottoposti alla radioterapia convenzionale anche 40 anni prima.
Robley D. Evans nel 1933 fece le prime misurazioni del radon esalato e della secrezione di radio da parte di un ex-produttore di quadranti di orologio (che, all’epoca, erano radioluminescenti). Al Massachusetts Institute of Technology (MIT) egli raccolse delle misure affidabili della quantità di sostanze radioattive contenute nel corpo di 27 produttori di quadranti di orologio. Questa informazione fu utilizzata nel 1941 dal National Bureau of Standards per fissare il livello di tolleranza del radio a 0,1 μCi (3,7 kBq).

### Il metodo Coutard
Al Congresso Internazionale di Oncologia a Parigi, nel 1922, Henri Coutard, un radiologo francese che collaborava con l’Istituto Curie, dimostrò che il cancro laringeo poteva essere trattato con i raggi x senza forti controindicazioni. Coutard era stato ispirato dalle osservazioni di Claudius Regaud, che aveva scoperto, effettuando degli esperimenti su un coniglio, che una dose di raggi x, sufficiente a provocare gravi danni alla pelle e la distruzione dei tessuti se assunta in una sola dose, avrebbe invece sterilizzato il coniglio, ma non avrebbe avuto effetto sui tessuti sottocutanei se somministrata in modo frammentato, nel corso di alcuni giorni.
Dal 1934, Coutard aveva sviluppato un processo protratto e frazionato di somministrazione della dose che rimane alla base dell'attuale radioterapia. Il dosaggio di Coutard e il frazionamento erano pensati per creare una forte ma reversibile reazione della mucosa. A differenza dei medici precedenti, che credevano che le cellule tumorali fossero maggiormente colpite dalla radiazione, suppose che l'insieme delle cellule tumorali avesse la stessa sensibilità delle cellule normali. Coutard attestò un tasso del 23% di guarigione nel trattamento del cancro alla testa e al collo. Dal 1935 gli ospedali cominciarono a eseguire il suo piano di trattamento, che si diffuse sempre di più.

## Sviluppo di nuove tecniche curative (1935-53)
La ricerca portò a scoprire negli anni trenta e quaranta che il nucleo di atomi pesanti, come l’uranio, se sottoposto a un processo chiamato scissione, può essere diviso in due nuclei più leggeri. Durante questo processo vengono rilasciati neutroni ed energia sotto forma di raggi gamma. I neutroni, a loro volta, provocano la divisione di ulteriori nuclei creando un fenomeno di reazione a catena, fino a raggiungere una condizione di stabilità. Fu Enrico Fermi, fisico italiano, a fare questa importante scoperta. In seguito alle leggi razziali del governo fascista il fisico si rifugiò in America dove lavorò al progetto Manhattan e alla costruzione del primo reattore nucleare nel 1942. Scoprì che i neutroni più lenti erano più efficienti nel provocare la scissione rispetto a quelli più veloci. Per rallentarli si utilizzarono, quindi, dei moderatori, in particolare Fermi usò la grafite. Ricerche analoghe erano svolte nello stesso periodo in Europa, in particolare a Parigi, sotto la guida dei coniugi Pierre e Marie Curie. In seguito all'occupazione nazista gli scienziati si trasferirono in Inghilterra e successivamente in Canada, dove, a differenza dei colleghi americani, utilizzarono la tecnica dell’acqua pesante. Il progetto canadese proseguì nelle ricerche e nel 1944 si costituì la società Eldorado Mining & Refining Ltd. Nella cura dei tumori veniva utilizzato il radio ottenuto raffinando l’uranio. Il 5 settembre 1945 la prima pila atomica ad acqua pesante venne utilizzata per combattere i tumori. Nello stesso periodo furono realizzati a Chalk River una serie di reattori nucleari sempre più efficienti nell’estrazione di isotopi. Il primo reattore fu realizzato nel 1947 e vedeva l’uso dell’uranio come combustibile e dell’acqua pesante come moderatore. Grazie ad esso si è potuto estrarre un isotopo radioattivo del cobalto-59, ovvero il cobalto-60, che divenne un potente sostituto del radio. 
Con la realizzazione, in seguito, del reattore NRX si è potuto produrre isotopi più rapidamente e con una più elevata attività specifica, misurata in curie al grammo, rispetto a quelli prodotti da qualsiasi altro reattore.
Nel settembre del 1949 fu affidata alla società Eldorado Mining & Refining Ltd. la distribuzione esclusiva del cobalto-60. Il 16 ottobre 1951 Eldorado-A, la prima unità di telecobaltoterapia, fu installata in Ontario nel Victoria Hospital e il 27 ottobre il primo paziente fu sottoposto alla cura per irradiazione del cobalto. La società canadese costruì altre unità di telecobaltoterapia e la prima ad arrivare in Europa fu quella installata nell’ospedale San Lorenzo a Borgo Valsugana il 7 ottobre 1953. In quell’anno era direttore del reparto di Radiologia il professore Claudio Valdagni. L’inserimento della sorgente fu eseguito da Fred Boyd, un ingegnere canadese. Una volta inserita si procedette al collaudo e alla taratura del fascio, sotto la supervisione di Angelo Drigo, ordinario di Fisica presso l’Università di Ferrara.
Fu proprio in questi anni che cominciarono ad essere divisi due ambiti fondamentali: la radiologia e la radioterapia. Si superò, così, quell’empirismo sperimentale che aveva caratterizzato i primi utilizzi delle radiazioni.

## Tecniche radioterapiche negli anni '50
Fino agli anni cinquanta i raggi X per scopo medico erano prodotti con i tubi di Coolidge, ma la radiazione era poco efficace per curare i tumori profondi, perciò per riuscire a colpire il focolaio tumorale in profondità, i radioterapisti aumentavano le dosi di radiazione con trattamenti più lunghi, per ionizzare più nuclei cellulari, questo però produceva arrossamenti e, talvolta, bruciature della pelle.
Ma se invece degli elettroni da 0,2 MeV dei tubi di Coolidge si usano elettroni da 10 MeV o fasci di fotoni da 1,17-1,35 MeV, (prodotti da acceleratori lineari i primi, emessi dell'isotopo cobalto-60 i secondi) la situazione è completamente diversa: la dose a 20 centimetri di profondità è più di dieci volte maggiore e, cosa altrettanto importante, la dose sulla pelle è circa la metà del massimo, che si ha invece a 2 centimetri di profondità. Fino agli anni cinquanta l'applicazione medica delle radiazioni era avvenuta in modo molto approssimativo e sperimentale. Grazie ai medici e ai fisici della Scuola di Manchester, in particolare Ralston Paterson, si sono svolti degli studi con i quali è stato possibile determinare delle dosi più precise da applicare sui pazienti. 
Negli anni ‘50 l'utilizzo delle radiazioni in modo consapevole presentava molte difficoltà di diverso tipo. L'elettronica era a valvole e, non essendovi, allora, amplificatori operazionali, le correnti delle camere a ionizzazione dovevano essere misurate tramite elettrometri a filo o a lamina vibrante per evitare i problemi di deriva degli amplificatori in corrente continua, inevitabili con correnti tanto modeste, i fantocci simulatori delle strutture anatomiche dovevano essere realizzati artigianalmente. Il calcolo era effettuato manualmente, per le somme e le sottrazioni, e con il regolo calcolatore per le operazioni più complicate. Gli integrali non potevano che essere risolti con gli artifici offerti dall'analisi o con metodologie numeriche manuali. I supporti essenziali per la grafica erano la carta da disegno o quella per lucidi; la strumentazione consisteva in riga, squadra, curvilinee, compasso, tavola da disegno con tecnigrafo e altri componenti del genere. La tomografia computerizzata non esisteva e per questo persistevano diverse difficoltà nella localizzazione della sede tumorale, nella stima delle sue profondità per le diverse porte d'irraggiamento, delle dimensioni e del contorno, avendo normalmente quale sola fonte d'informazione due proiezioni radiografiche ortogonali con inevitabili ingrandimenti, solitamente differenti. Non solo, ma si dovevano localizzare le traiettorie dei fasci individuando i loro punti d'entrata e d'uscita sulla cute del paziente.

## Tecniche radioterapiche attuali
Ad oggi, la radioterapia fa uso di diverse tecniche. Si suddivide principalmente in:
- radioterapia a fasci esterni (o teleterapia);
- brachiterapia, o radioterapia con sorgente interna sigillata;
- radioterapia con radioisotopi nel sistema, o radioterapia con sorgente non sigillata.

Le differenze sono nella posizione della sorgente radioattiva rispetto al paziente: nella radioterapia esterna si trova all'esterno del corpo; la brachiterapia, invece, sfrutta delle sorgenti radioattive sigillate posizionate in modo preciso sull'area da trattare; infine i radioisotopi nel sistema sono somministrati per infusione o ingestione orale. 
Nella brachiterapia le sorgenti radioattive possono essere posizionate in modo temporaneo o permanente. Le sorgenti temporanee sono generalmente posizionate con una tecnica chiamata “afterloading”. Nell'”afterloading” un tubo o applicatore vuoto è posizionato con un intervento chirurgico nell'organo che deve essere trattato e le sorgenti sono inserite nell'applicatore dopo che questo è stato impiantato. Questa tecnica minimizza l'esposizione alla radiazione del personale medico.
La terapia delle particelle, meglio nota come protonterapia, è un caso speciale di radioterapia con fasci esterni in cui le particelle sono protoni o ioni pesanti (ioni carbonio).
La radioterapia intraoperatoria, o IORT, è un tipo particolare di radioterapia che è somministrata immediatamente dopo aver rimosso chirurgicamente il cancro. Questo metodo è stato utilizzato per il cancro al seno (TARGeted Intraoperative radiation therapy, o TARGIT), al cervello e al retto.
Lo iodio radioattivo, come era stato sviluppato nel 1911, rimane oggi perlopiù come trattamento per tireotossicosi (ipertiroidismo) e alcuni tipi di cancro alla tiroide che assorbono iodio. Il trattamento prevede l'uso dell'importante isotopo dello iodio iodio-131 (131I), spesso chiamato semplicemente “radioiodio” (nonostante tecnicamente tutti gli isotopi dello iodio siano radioattivi).